# 伊予長浜駅
伊予長浜駅（いよながはまえき）は、愛媛県大洲市長浜にある四国旅客鉄道（JR四国）予讃線（愛ある伊予灘線）の駅である。駅番号はS12。「愛ある伊予灘線」の愛称区間に含まれている。標高3 m。旧喜多郡長浜町の代表駅でその中心部にも近い。

## 歴史
この駅を開業させたのは愛媛鉄道である。1918年（大正7年）2月14日に、愛媛鉄道は当駅 - 大洲駅（現・伊予大洲駅）間を開通させ、同時にこの駅が長浜町駅（ながはまちょうえき）として開業した。
愛媛鉄道は1933年（昭和8年）10月1日に国有化となり愛媛線とされたがこの時駅名は現在の伊予長浜駅（いよながはまえき）に改称となった（「伊予」が付くのは、滋賀県の長浜駅と区別するため）。軌間は愛媛鉄道時代から762mmのままであったが1935年（昭和10年）10月、下灘駅から当駅までの路線開通に合わせて1067mmに改められ、この時高松駅から下灘駅まで既に延びていた予讃本線が愛媛線を含めて伊予大洲駅までがつながったため高松駅から伊予大洲駅までが予讃本線とされたので当駅も国鉄予讃本線の途中駅となった。
かつてこの駅には松山駅・宇和島駅間を走る急行列車の大多数が停車していたが、1986年（昭和61年）3月に向井原駅 - 内子駅間の新線が開通し、向井原駅から当駅を経て伊予大洲駅に至る線路が幹線としての役割を喪失したため、優等列車が停車することは無くなった。
この駅はその後1987年（昭和62年）4月には国鉄の分割民営化により四国旅客鉄道の駅となって現在に至っている。予讃本線は1988年（昭和63年）6月に予讃線に改称となった。

### 年表
- 1918年（大正7年）2月14日：愛媛鉄道の長浜町駅（ながはまちょうえき）として開設[3]。当時の駅の位置は長浜港の岸壁のすぐ近く、国道378号と愛媛県道24号大洲長浜線の交点辺りにあった[6]。
- 1933年（昭和8年）10月1日：愛媛鉄道が国有化により国鉄愛媛線となる[3]。当駅は同時に現在の伊予長浜駅（いよながはまえき）に改称[3]。
- 1935年（昭和10年）10月6日：下灘駅から当駅までが開通、駅を現在地に移転[3][7]。また愛媛線全線も改軌となる。この際高松駅から伊予大洲駅までが予讃本線とされる。
- 1950年（昭和25年）3月20日：昭和天皇のお召し列車が5分間停車。駅前奉迎が行われた（昭和天皇の戦後巡幸）[8]。
- 1984年（昭和59年）2月1日：貨物取扱廃止[3]。
- 1985年（昭和60年）3月14日：荷物扱い廃止[3]。
- 1986年（昭和61年）3月3日：向井原 - 内子間の新線が開通する。当駅に優等列車が停車しないようになる。
- 1987年（昭和62年）4月1日：国鉄分割民営化により四国旅客鉄道の駅となる[3]。
- 1988年（昭和63年）6月1日：予讃本線が予讃線に改称となる。
- 1991年（平成3年）11月21日：土日祝日の駅員配置を取止め[9]。
- 2010年（平成22年）10月1日：無人駅化[4][10]。
- 2014年（平成26年）3月15日：予讃線伊予市 - 伊予長浜 - 伊予大洲間の愛称が「愛ある伊予灘線」となる。

## 駅構造

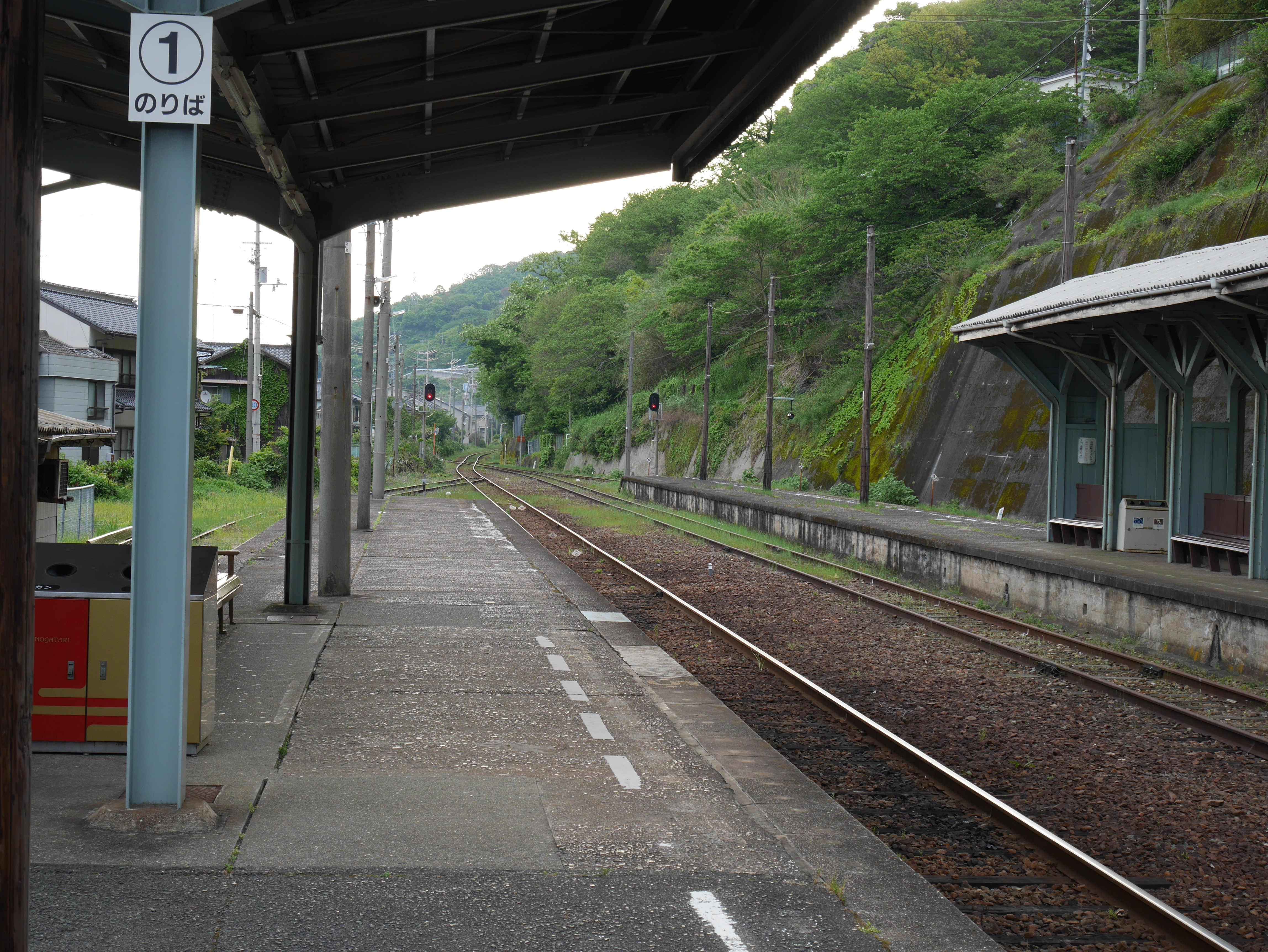
1番線ホームより松山方を臨む。奥のホームが2・3番線ホーム（2015年5月。ゴミ箱は撤去済み）

地上駅で、駅舎に接した単式ホーム1面1線と、その南側に島式ホーム1面2線があり、あわせて2面3線の駅である。跨線橋はなく、宇和島方面の列車が発着する島式ホームに渡るには、単式ホームの一部を切り割いた階段を下りて構内踏切を渡る必要がある。
通票閉塞時代にも1線スルー配線になっていて、1番線が上下本線で通過列車用タブレット授受器がホーム両端にあった。このため、1線スルーであっても通過列車は、45km/h制限であった。また1番線が使用出来ない時は運転停車していた。当時2番線と3番線は上下副本線であった。
駅舎は木造一階建て、古くからの建築物であるが前面などが改装されている。かつては直営駅だったが、2010年10月1日より無人駅となった。なお、それ以降も駅舎内には自動券売機が1台設置されていたが、2019年4月11日をもって撤去されており、現在は車内で乗車時に整理券を取った上で、降車時に車内または駅改札口で精算することになっている。その後駅構内のゴミ箱も撤去されている。

### のりば
| のりば | 路線                      | 方向           | 行先                         |                |
| ------ | ------------------------- | -------------- | ---------------------------- | -------------- |
| 1      | ■予讃線（愛ある伊予灘線） | 上り           | 伊予市・松山方面             |                |
| 2      | ■予讃線（愛ある伊予灘線） | （使用停止中） | （使用停止中）               | （使用停止中） |
| 3      | ■予讃線（愛ある伊予灘線） | 上り           | 伊予市・松山方面（初発のみ） |                |
| 3      | ■予讃線（愛ある伊予灘線） | 下り           | 伊予大洲・八幡浜・宇和島方面 |                |

付記事項
- 松山方面は初発（6:29発）を除いて全て1番のりばから発車する。宇和島方面は全て3番のりばから発車する。
- 1番のりばの列車は全て構内踏切の手前で停車するため、松山方面のワンマンカーの乗車位置は改札口から見て右手30mほど奥（西側。伊予大洲方面）となる。
- 2番のりばは既に信号機が撤去されているため、列車の入線は出来ない。
- 2021年3月12日をもって、当駅始発列車は廃止された。

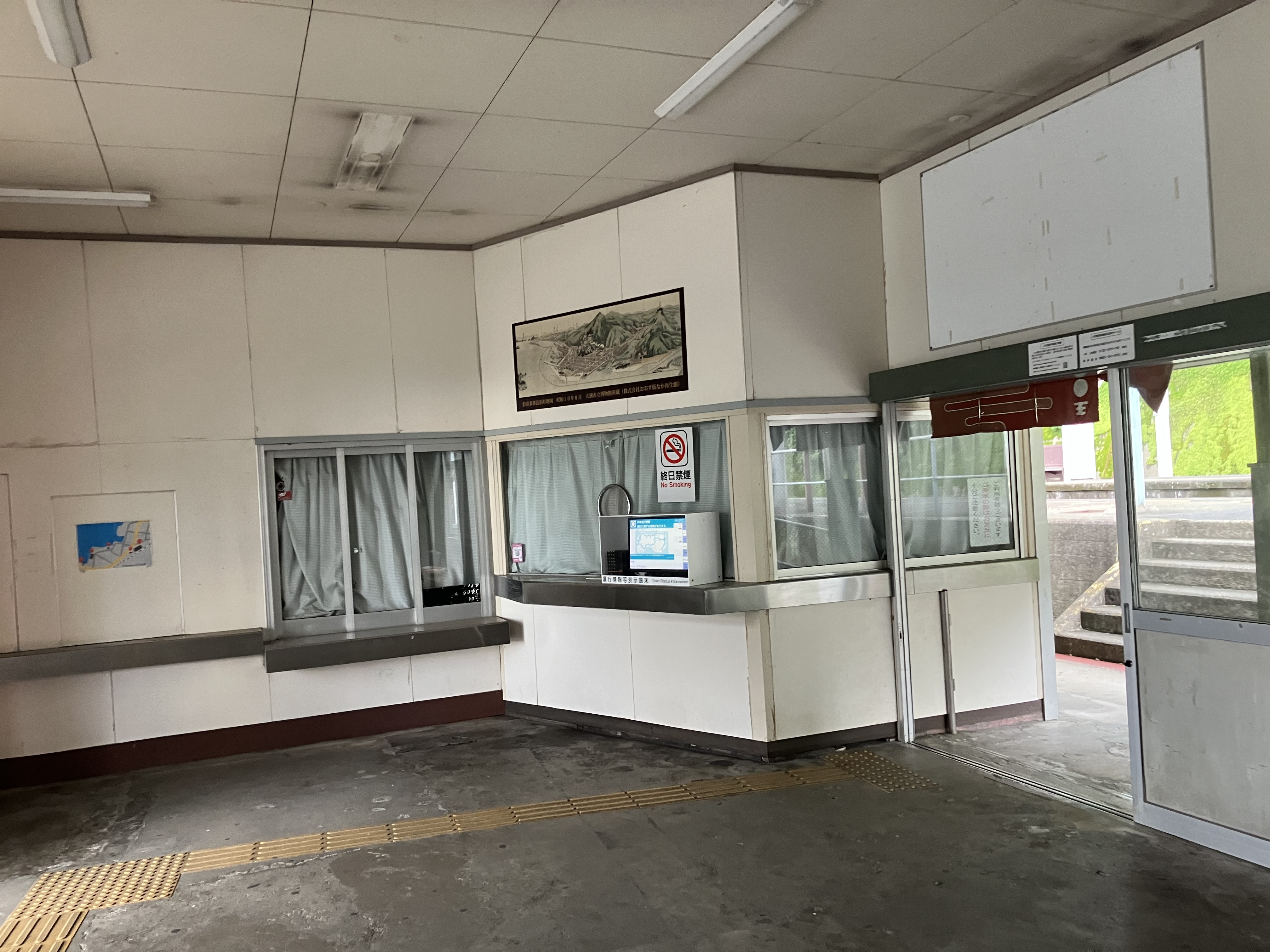
駅舎内（2025年6月）
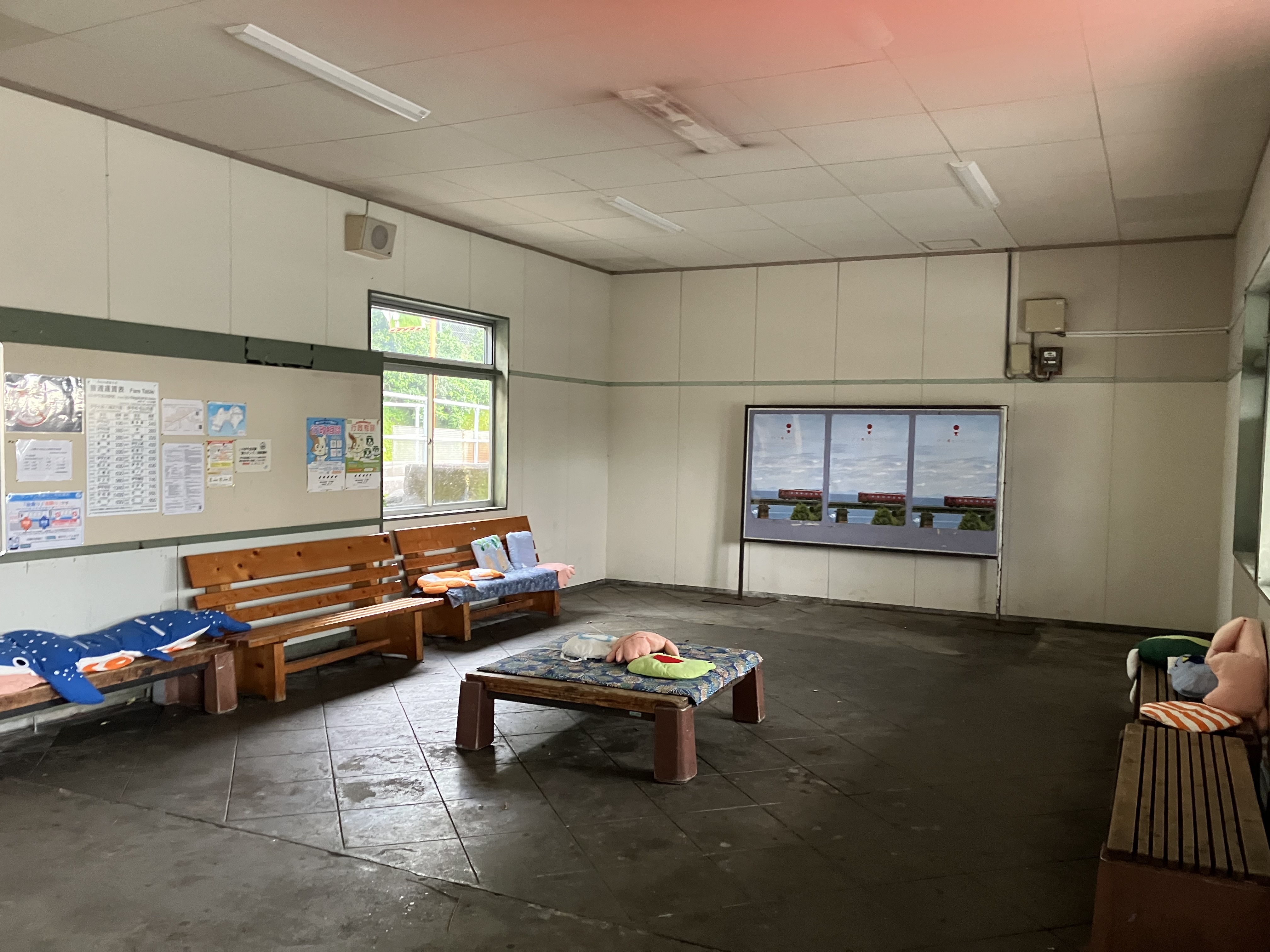
駅舎内（2025年6月）
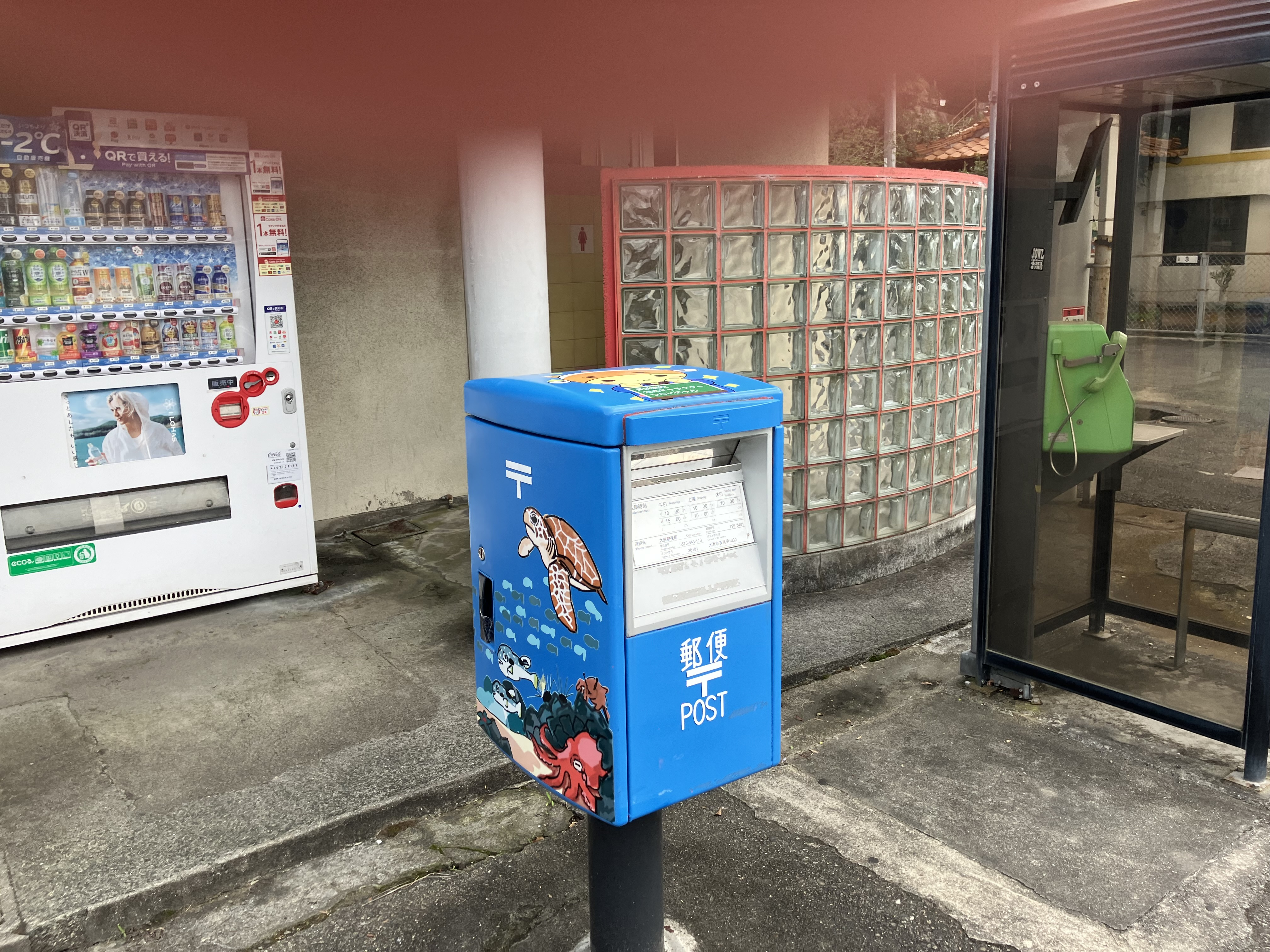
駅前のポスト（2025年6月）
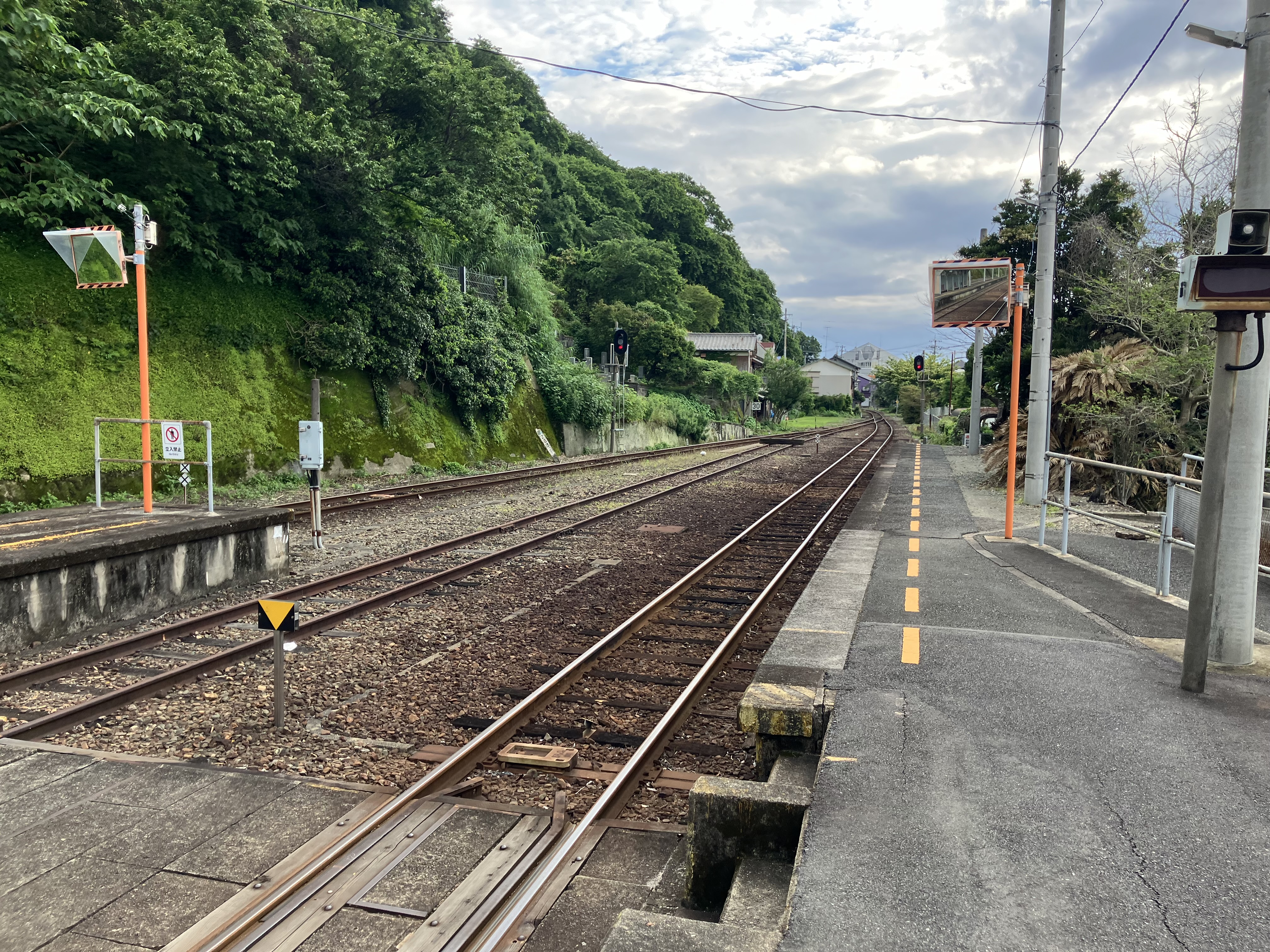
駅のホーム、左が2番線、右が1番線（2025年6月）
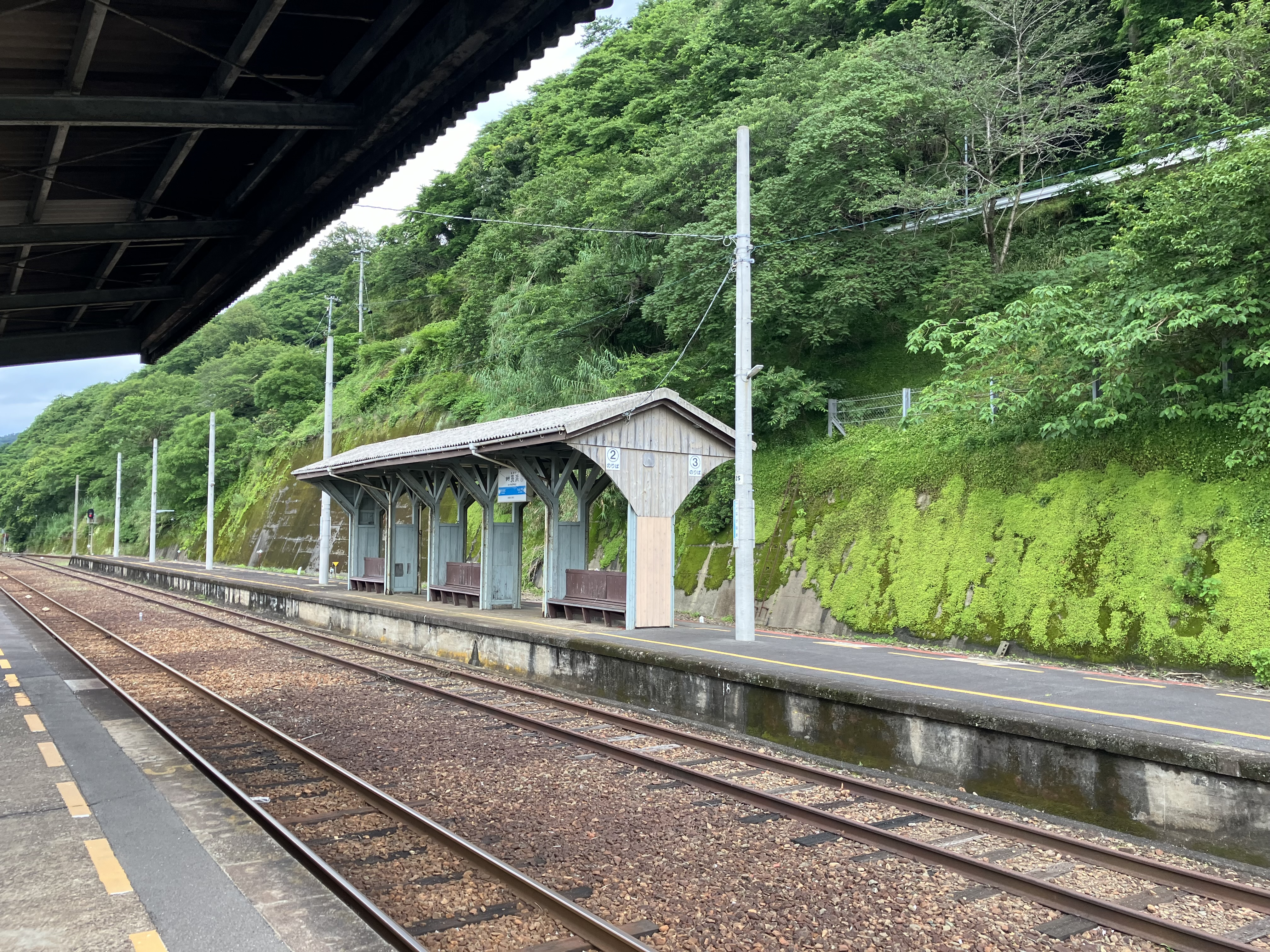
駅のホーム、右が2番線、左が1番線（2025年6月）

## 利用状況
| 1日乗降人員推移 | 1日乗降人員推移 |
| 年度            | 1日平均人数     |
| --------------- | --------------- |
| 2011年          | 410             |
| 2012年          | 362             |
| 2013年          | 420             |
| 2014年          | 396             |
| 2015年          | 478             |

## 駅周辺
当駅は肱川の河口に木材の集散地として発達した長浜の市街にある。当駅の北東、市街から少し離れたところには海を埋立てた場所があり長浜港や工場などがある。市街地は当駅の西側に広がっており旧長浜町役場の大洲市役所長浜支所も近い。駅から西に1キロほど歩くとそこは愛媛県最長の川、肱川の河口である。
長浜港からは青島海運が青島への航路を運航している。
| - 大洲市役所長浜支所（旧長浜町役場） - 大洲地区広域消防事務組合大洲消防署長浜支署 - 大洲警察署長浜交番 - 愛媛県立長浜高等学校 - 大洲市立長浜小学校 - 大洲市立長浜中学校 | - 長浜海水浴場 - 須沢海水浴場 - 長浜港 - 長浜大橋 - 新長浜大橋 - 国道378号 | - ショッパーズ長浜店 |

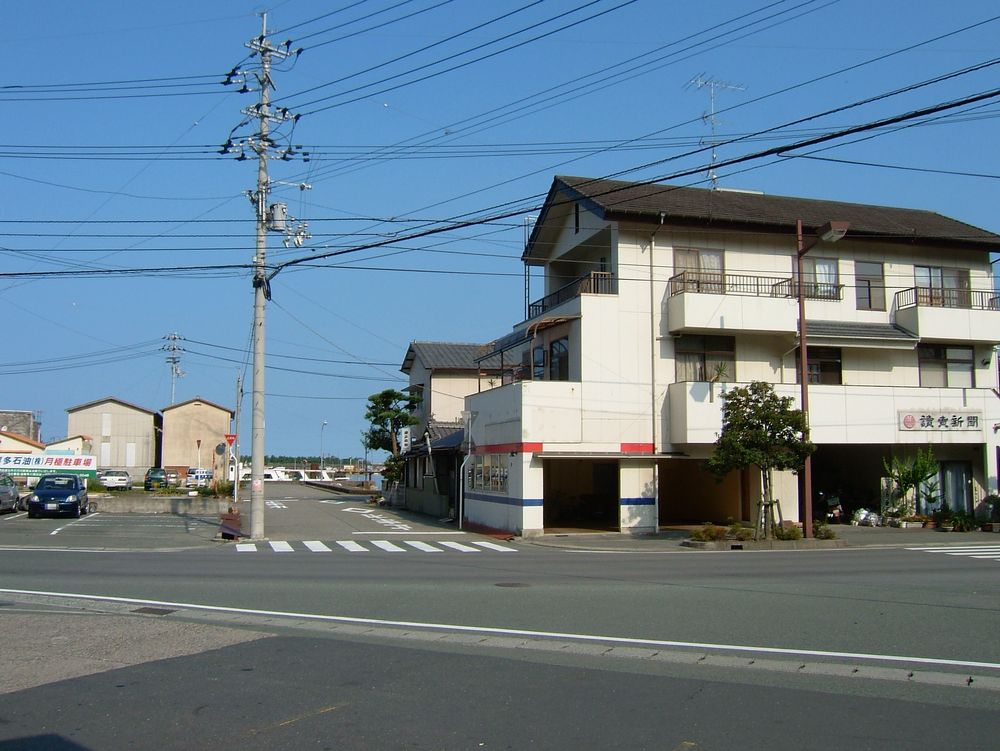
駅前風景。奥の突き当たりが長浜港（2006年8月）
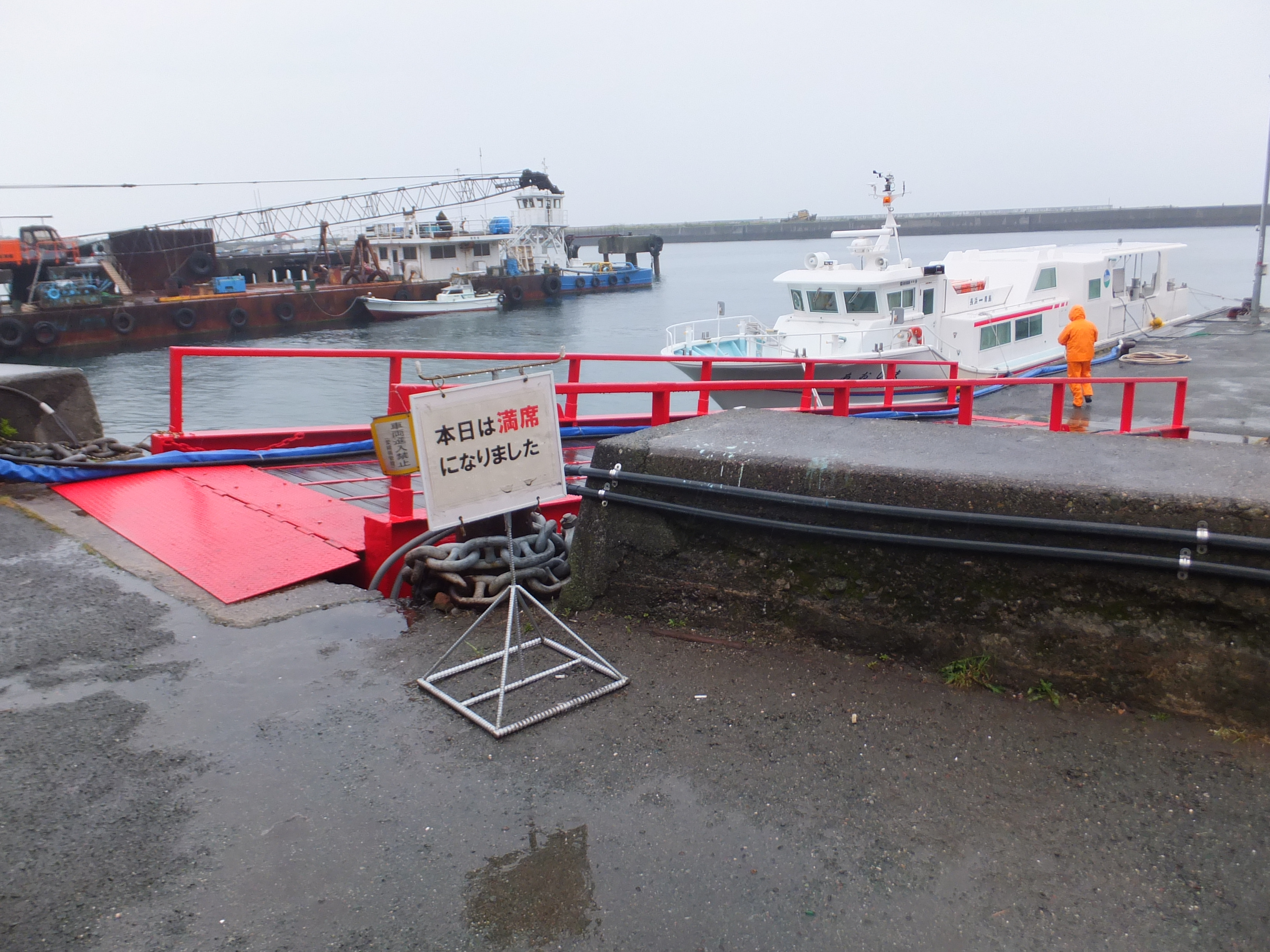
長浜港。青島から戻った定期船が停泊している（2015年5月）
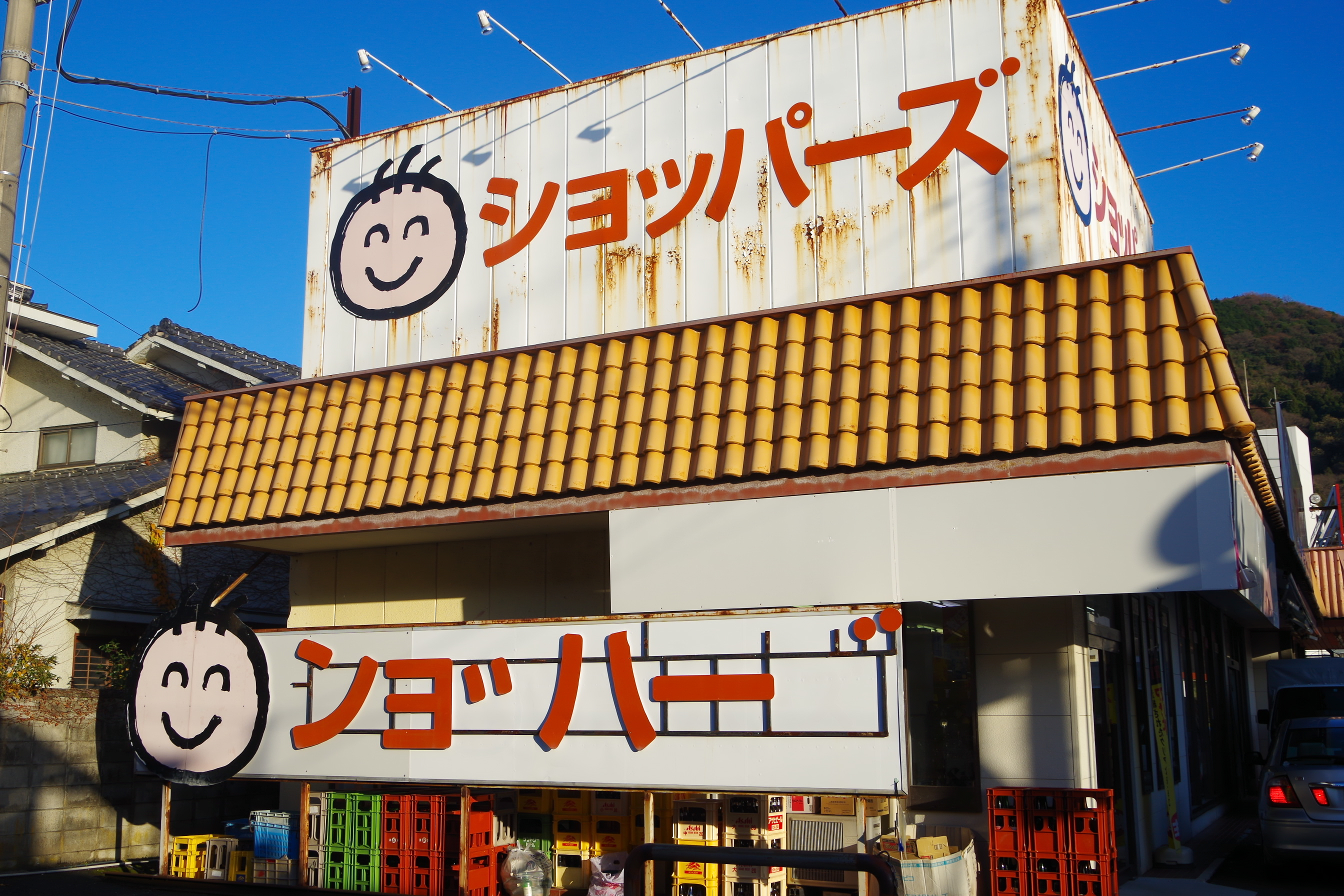
ショッパーズ長浜店。発音できない「ンョ゛ハー゛」看板が設置されている（2019年12月）

## バス路線
伊予鉄南予バス
- 大洲病院前／八幡浜港方面
- 長浜／磯崎方面

いずれも平日のみ運行。土曜・休日は終日運休。

## 隣の駅
四国旅客鉄道（JR四国）
■予讃線（愛ある伊予灘線）
喜多灘駅 (S11) - 伊予長浜駅 (S12) - 伊予出石駅 (S13)